# 사전 부팅 실행 환경

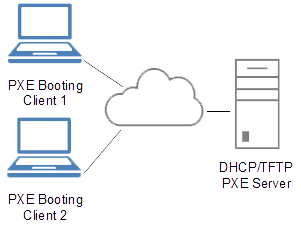
PXE 개요 그림.

사전 부팅 실행 환경 또는 간단히 PXE(Pre-boot eXecution Environment)는 네트워크 인터페이스를 통해 컴퓨터를 부팅할 수 있게 해주는 환경이다.
PXE 환경을 이용해서 부팅을 하기 위해서는 다음과 같은 구성요소가 필요하다
- PXE 서버 - 부트 이미지 파일을 포함한 설정정보 교환. 예) 3com Boot Service(Symantec Ghost Solution Suite 에 포함)

- TFTP 서버 - 부트 이미지 파일을 전송. 예) 3com Boot Service(Symantec Ghost Solution Suite 에 포함)

- PXE 클라이언트 - PXE 지원 네트워크 카드 필요(2000년 이후 출시된 제품에는 대부분 장착)

## 클라이언트 CMOS 설정
클라이언트 PC 에서는 CMOS Setup에서 첫 번째 부팅 장치를 LAN으로 설정하고 옵션에서 Boot from Rom 을 활성화한다.

## WOL
WOL기능과 연동해서 한대의 컴퓨터에서 사전에 설정된 컴퓨터들을 원격으로 전원조작 및 부팅 그리고 원격 작업이 가능한 환경이 구축된다.

## IETF 표준 문서
| RFC #    | 제목                             | 게시일      | 만든이         | 비고                                                                                       |
| -------- | -------------------------------- | ----------- | -------------- | ------------------------------------------------------------------------------------------ |
| RFC 783  | TFTP 프로토콜 (리비전 2)         | 1981년 6월  | K. Sollins     | 다음으로 대체 - RFC 1350                                                                   |
| RFC 906  | TFTP를 사용한 부트스트랩 로딩    | 1984년 6월  | Ross Finlayson | -                                                                                          |
| RFC 951  | 부트스트랩 프로토콜              | 1985년 9월  | Bill Croft     | 다음으로 업데이트됨 - RFC 1395, RFC 1497, RFC 1532, RFC 1542, RFC 5494                     |
| RFC 1350 | TFTP 프로토콜 (리비전 2)         | 1992년 7월  | K. Sollins     | 다음으로 업데이트됨 - RFC 1782, RFC 1783, RFC 1784, RFC 1785, RFC 2347, RFC 2348, RFC 2349 |
| RFC 2131 | DHCP                             | 1997년 3월  | R. Droms       | 다음으로 업데이트됨 - RFC 3396, RFC 4361, RFC 5494, RFC 6842                               |
| RFC 2348 | TFTP 블록 크기 옵션              | 1998년 5월  | G. Malkin      | -                                                                                          |
| RFC 4578 | 인텔 PXE를 위한 DHCP 옵션        | 2006년 11월 | M. Johnston    | -                                                                                          |
| RFC 5970 | 네트워크 부트를 위한 DHCPv6 옵션 | 2010년 9월  | T. Huth        | -                                                                                          |
| RFC 7440 | TFTP 윈도사이즈 옵션             | 2015년 1월  | P. Masotta     | -                                                                                          |

## 같이 보기
- 웨이크 온 랜